# Fernando Cuéllar Ávalos
Fernando Cuéllar Ávalos (Moquegua, 27 de agosto de 1945-Lima, 5 de noviembre de 2008) fue un futbolista y director técnico peruano. Perteneció al Club Universitario de Deportes y jugó por la selección de fútbol del Perú. Es considerado como uno de los grandes jugadores de la historia del equipo crema. Fue presidente de la Asociación Nacional de Entrenadores de Fútbol del Perú.

## Trayectoria
Fernando Cuéllar, más conocido como el Gato, nació en la ciudad de Moquegua, el 27 de agosto de 1945, destacó en el fútbol desde niño, cuando jugaba por el Atlético Huracán de su ciudad natal, antes de emigrar a la ciudad de Lima y enrolarse en la escuadra crema. Reconocido por ser un defensor aguerrido, Cuéllar fue campeón nacional hasta en tres ocasiones con la U, haciendo pareja en la zaga con Héctor Chumpitaz y una generación de futbolistas insuperable como Rubén Correa, Percy Rojas, Roberto Chale y Luis Cruzado, entre otros.
Formó parte del plantel de Universitario que fue subcampeón de la Copa Libertadores 1972. Fue internacional con la selección de fútbol del Perú en nueve ocasiones. Su debut se produjo el 18 de agosto de 1971, en un encuentro amistoso ante el seleccionado de Chile, y su último encuentro con la selección lo disputó el 22 de junio de 1975, en un encuentro ante la selección de Ecuador. Su último club como futbolista fue el León de Huánuco en 1981.

### Posretiro
Cuando se alejó de las canchas como futbolista, comenzó su carrera como técnico de menores en la U, luego de mayores en el León de Huánuco, luego en Deportivo San Agustín, Universitario de Deportes, Defensor Lima, Ciclista Lima, F. B. C. Melgar, Lawn Tennis y Universidad de San Martín.
También tuvo a su cargo la dirección técnica de la selección de fútbol del Perú con tres diferentes seleccionados: la de mayores en la Copa América 1987, en el Preolímpico de Bolivia de 1988 y en el Preolímpico de Paraguay de 1992. En 2005, asumió la conducción del Club Deportivo Universidad Nacional Mayor de San Marcos y en 2006 fue entrenador de La Peña Sporting en la segunda división del Perú.
Fue entrenador y respetable mentor de las divisiones de menores de la academia Kid’s Soccer en Lima.
Fernando Cuéllar falleció el 5 de noviembre de 2008 en la Clínica Anglo Americana de la ciudad de Lima, a la edad de 63 años, víctima de un tumor cerebral avanzado, después de una tenaz lucha.

## Clubes

### Como futbolista
| Club                              | País | Año       |
| --------------------------------- | ---- | --------- |
| Club Atlético Huracán de Moquegua | Perú | 1961-1968 |
| Club Universitario de Deportes    | Perú | 1969-1980 |
| León de Huánuco                   | Perú | 1981      |

### Como entrenador
| Equipo                    | País  | Año       | PJ  | PG  | PE  | PP  | Rendimiento |
| ------------------------- | ----- | --------- | --- | --- | --- | --- | ----------- |
| León de Huánuco           | Perú  | 1981      | 30  | 10  | 13  | 7   | 38.89%      |
| León de Huánuco           | Perú  | 1983-1984 | 32  | 5   | 10  | 17  | 38.89%      |
| Deportivo San Agustín     | Perú  | 1985-1987 | 60  | 20  | 22  | 18  | 38.89%      |
| Selección del Perú        | Perú  | 1987      | 5   | 1   | 2   | 2   | 38.89%      |
| Universitario de Deportes | Perú  | 1990-1991 | 58  | 27  | 21  | 10  | 38.89%      |
| Selección de Perú sub-23  | Perú  | 1992      |     |     |     |     |             |
| Defensor Lima             | Perú  | 1992-1993 | 33  | 9   | 13  | 11  | 38.89%      |
| Deportivo San Agustín     | Perú  | 1994      | 7   | 0   | 3   | 4   | 38.89%      |
| Universitario de Deportes | Perú  | 1994      | 13  | 6   | 4   | 3   | 38.89%      |
| Ciclista Lima             | Perú  | 1996      | 30  | 6   | 11  | 13  | 38.89%      |
| F. B. C. Melgar           | Perú  | 1997      | 13  | 6   | 3   | 4   | 38.89%      |
| Lawn Tennis               | Perú  | 1998      | 22  | 6   | 4   | 12  | 38.89%      |
| Universidad de San Martín | Perú  | 2004      | 4   | 0   | 1   | 3   | 38.89%      |
| Universidad San Marcos    | Perú  | 2005      | 22  | 11  | 6   | 5   | 38.89%      |
| La Peña Sporting          | Perú  | 2006      | 20  | 5   | 5   | 10  | 38.89%      |
| Total                     | Total | Total     | 350 | 113 | 118 | 118 | 43.53%      |

## Palmarés

### Como futbolista
| Título                    | Club                      | País | Año  |
| Primera división del Perú | Universitario de Deportes | Perú | 1969 |
| Primera división del Perú | Universitario de Deportes | Perú | 1971 |
| Primera división del Perú | Universitario de Deportes | Perú | 1974 |
| ------------------------- | ------------------------- | ---- | ---- |

### Como entrenador
| Título                    | Club                      | País | Año  |
| Primera división del Perú | Deportivo San Agustín     | Perú | 1986 |
| Primera división del Perú | Universitario de Deportes | Perú | 1990 |
| ------------------------- | ------------------------- | ---- | ---- |